# Скрипниченко, Георгий Сергеевич
Георгий Сергеевич Скрипниче́нко (бел. Георгій Сяргеевіч Скрыпнічэнка; 12 ноября 1940, Николаев, Украинская ССР — 12 августа 2015, Минск) — белорусский художник.

## Биография
Отец Георгия Скрипниченко пробовал поступить учиться в Киевский художественный институт в один год вместе с Татьяной Яблонской. После Великой Отечественный войны семьи переехала в Слуцк. Дома царила художественная атмосфера, отец продолжал рисовать сам и поощрял сына к этому занятию. Георгий посещал изостудию Владимира Садина, из которой также вышли известные белорусские художники — Владимир Акулов, Владимир Цеслер, Елена Бархаткова, Владимир Басалыга, Михаил Басалыга, Владимир Голуб, Владимир Суздальцев, Александр Рубец, Вячеслав Дубинка, Николай Карзов и другие.
После школы, в 1961 году, Георгий Скрипниченко поступил учиться в Минское художественное училище, которое закончил в 1966 году. Будучи студентом, искал себя в разных техниках и видах искусства — печатной и книжной графике, акварели, параллельно занимаясь живописью. Под влиянием русского символизма 1960—1970 годов, создал свои первые сюрреалистические живописные работы «Автопортрет с лимоном» и «Натюрморт с утюгом», с которыми В 1965 году принял участие во Всесоюзной выставке молодых художников в Художественном музее. Эти произведения вызвали недоумение у представителей официального искусства своим явным антагонизмом соцреализму, за что Георгия Скрипниченко чуть не исключили из учебного заведения. Ситуацию спасло только заступничество таких известных белорусских педагогов, как Иосиф Эйдельман, Ольгерд Малишевский и Леонид Щемелёв.
С начала 1980-х годов полностью посвятил себя живописи, экспериментируя в произведениях с героями собственной мифологии, полной скрытых метафор и аллегорий. Для периода, предшествовавшего распаду СССР, это были весьма смелые, эпатажные работы, обильно насыщенные декоративно, сочетающие в себе парадоксальные формы на грани фантастики и реальности.
В 1990—2000 годах Георгий Скрипниченко продолжил и развил это направление за счёт вплетения фантастических сюжетов в белорусский исторический контекст.
Умер 12 августа 2015 года в Минске.
Персональная выставка памяти умершего художника была открыта в Национальном художественном музее Республики Беларусь 11 ноября 2016 года.